# Tyeatralnaja metróállomás

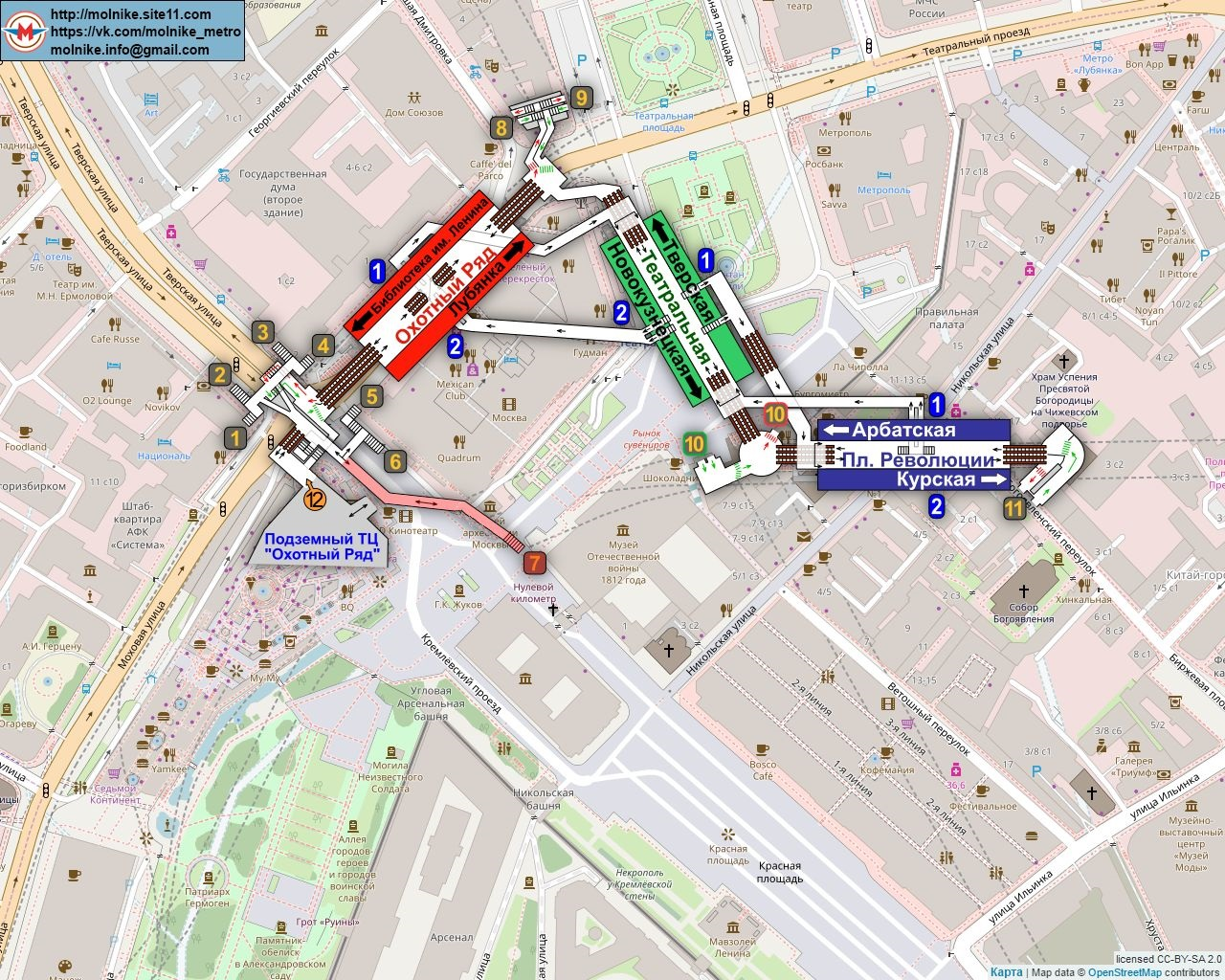
A három állomás a város térképén, középen zölddel a Tyeatralnaja. Feltűnő, hogy milyen nagy területet foglalnak el a Kreml közelében lévő kisebb utcák alatt

A moszkvai metró Tyeatralnaja állomása a 2-es számú, zöld színnel jelzett Zamoszkvoreckaja nevű vonalon helyezkedik el a Tverszkoj kerületben, a főváros Központi közigazgatási körzetében, a Vörös tér és a Kreml északi sarka közelében. Az állomásról átszállási lehetőség nyílik az Ohotnij Rjad (Szokolnyicseszkaja vonal) és a Ploscsagy Revoljucii (Arbatszko-Pokrovszkaja vonal) állomásokra. Nevét a közeli Tyeatralnaja ploscsagyról kapta, amelynek környékén öt neves moszkvai színház is van. (Megépítésétől 1990-ig az állomás a térrel együtt Szverdlov bolsevik forradalmár nevét viselte.) 1938. szeptember 11-én, a moszkvai metró Ploscsagy Szverdlova – Szokol közötti szakaszának átadásakor nyitották meg. Szomszédos állomásai ezen a vonalon a Tverszkaja és a Novokuznyeckaja.
A mélyfekvésű, három csöves, pilonos kiképzésű állomás Ivan Alekszandrovics Fomin szovjet építész utolsó munkája volt, műemléki védettséget élvez. Az állomás művészi díszítésénél a Szovjetunió köztársaságainak eltérő kultúrájából merítettek témákat.

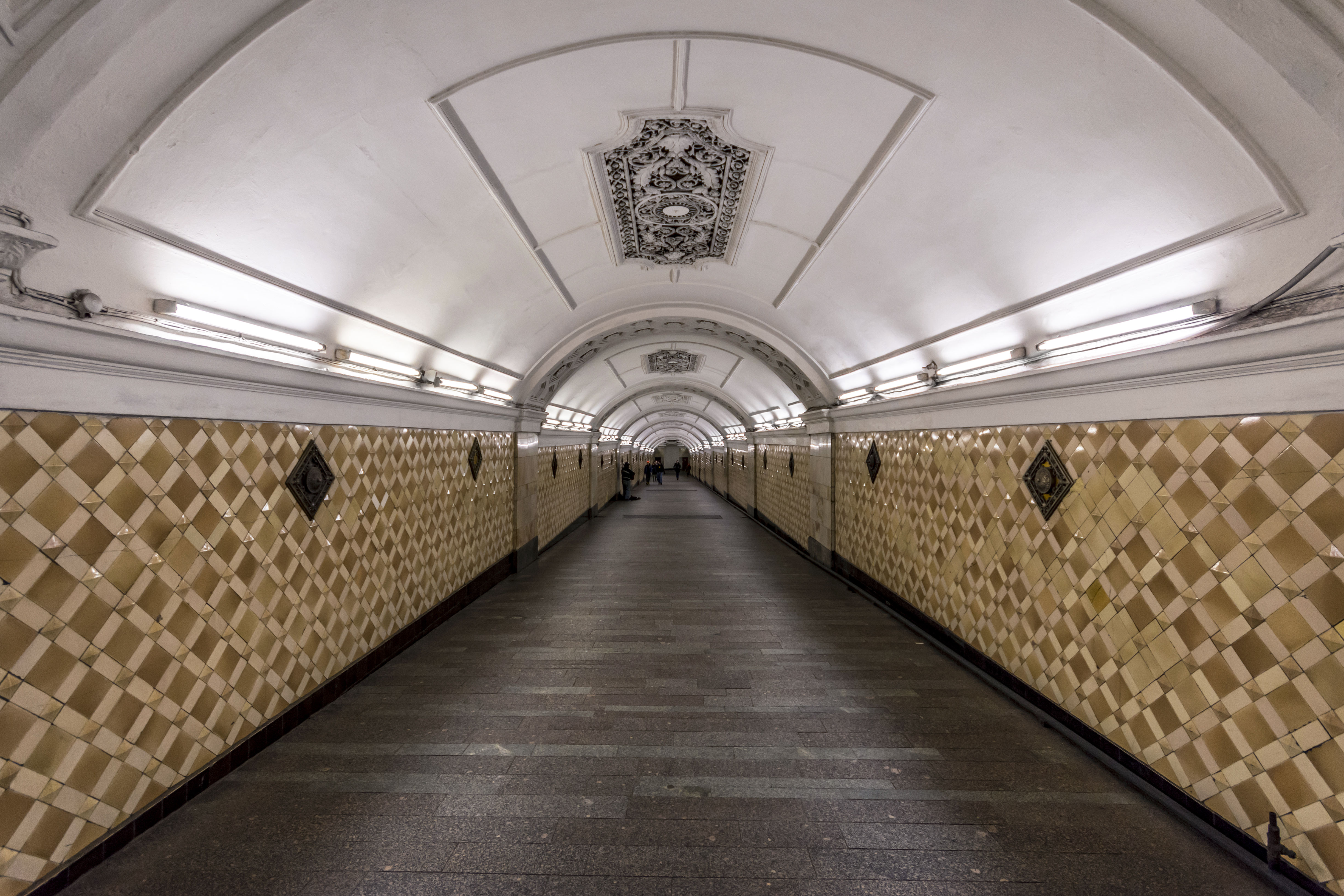
Átszállási folyosó
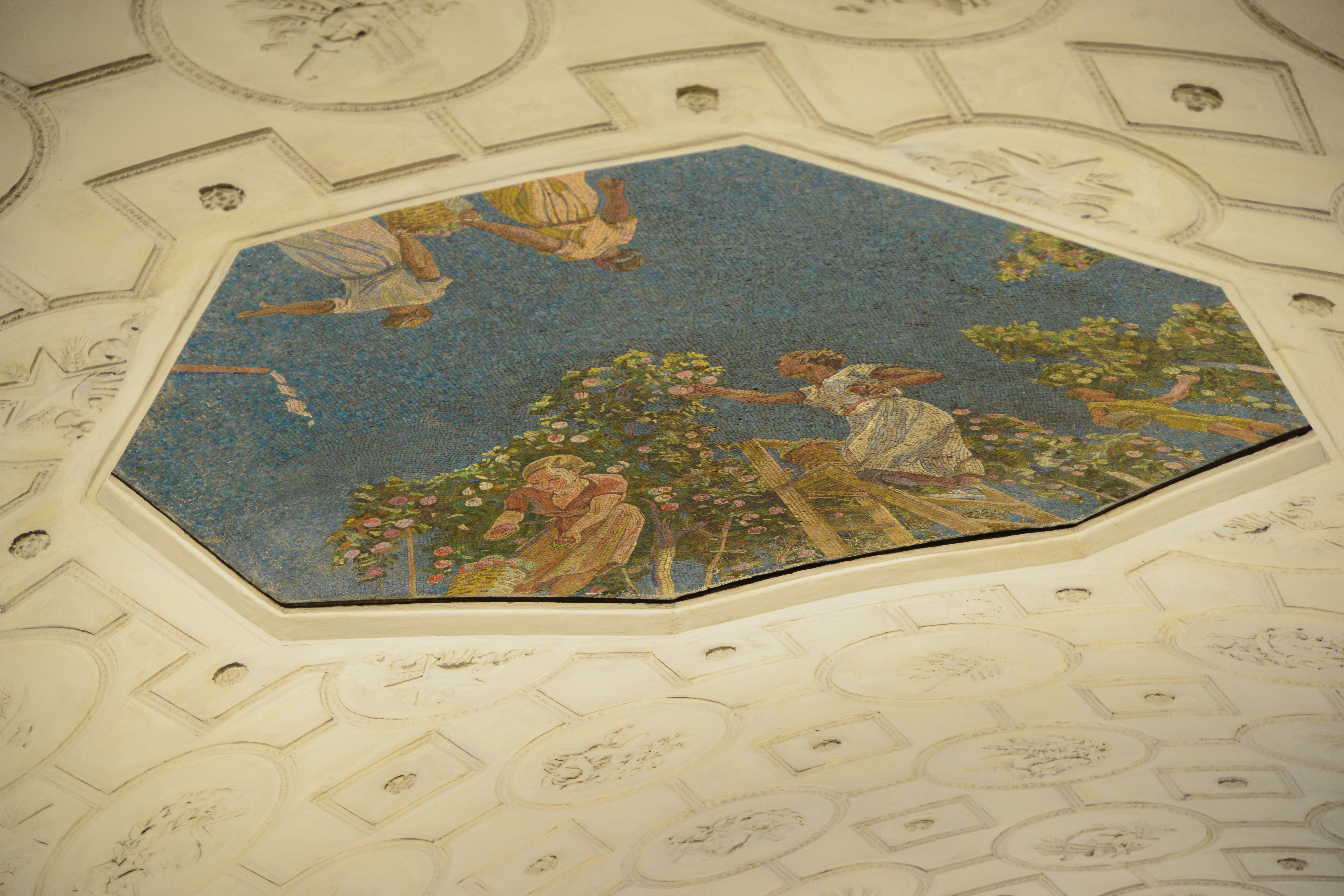
Mennyezeti freskó
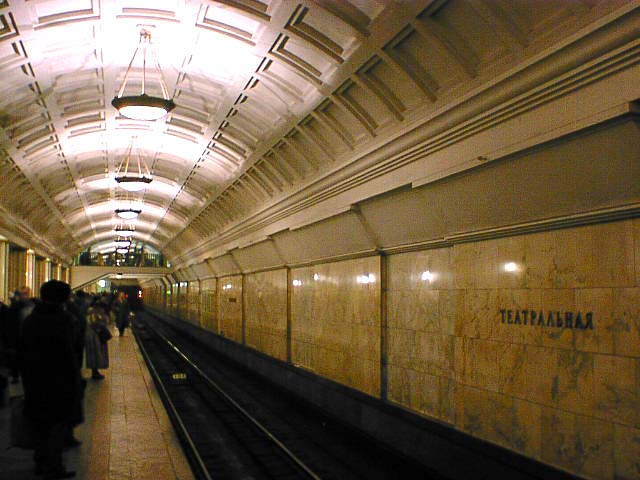
Peron

## Fordítás
- Ez a szócikk részben vagy egészben  a(z)   Театральная (станция метро, Москва) című orosz Wikipédia-szócikk ezen változatának fordításán alapul.  Az eredeti cikk szerkesztőit annak laptörténete sorolja fel. Ez a jelzés csupán a megfogalmazás eredetét és a szerzői jogokat jelzi, nem szolgál a cikkben szereplő információk forrásmegjelöléseként.